# Лазарян, Зоя Манвеловна
Зоя Манвеловна Лазарян (арм. Զոյա Մանվելի Լազարյան; род. 23 августа 1956, Чылдыран, Нагорно-Карабахская автономная область) — государственный деятель непризнанной Нагорно-Карабахской Республики (НКР), министр здравоохранения НКР (1996—1997, 1999—2007, 2012—2014), депутат Национального собрания НКР IV и V созывов (2008—2015).

## Биография
Родилась 23 августа 1956 года в селе Чылдыран, Мардакертский район, Нагорно-Карабахская АО, Азербайджанская ССР, СССР. В 1973 году с золотой медалью закончила среднюю школу там же.
В 1980 году окончила Ереванский государственный медицинский институт (ЕГМУ). В 1981—1986 годах работала в городской поликлинике в Степанакерте участковым терапевтом, в 1986—1993 годах — заместителем главного врача, с 1993 года — главным врачом.
В 1993—1996 годах являлась заместителем министра здравоохранения НКР. С июля 1996 по октябрь 1997 года являлась министром здравоохранения НКР. С июля 1999 года по 2007 год вновь являлась министром здравоохранения НКР. С ноября 2007 года работала исполнительным директором Поликлиники имени Армине Пакумян в Степанакерте (Ханкенди).
В 2008 году была избрана депутатом Национального собрания НКР на довыборах в IV созыв, избиралась по мажоритарной системе от избирательного округа № 15. Являлась заместителем председателя постоянной комиссии Национального собрания НКР по вопросам социальной сферы.
В 2010 году была переизбрала в V созыв Национального собрания по тому же округу. Являлась председателем постоянной комиссии Национального собрания НКР по социальным вопросам (позднее — по социальным вопросам и вопросам здравоохранения). Состояла во фракции «Демократия».
С сентября 2012 года по март 2014 года в третий раз являлась министром здравоохранения НКР. В марте 2014 года стала первым заместителем министра здравоохранения НКР.
С апреля 2016 года состояла советником президента НКР и являлась его постоянным представителем в Национальном собрании.
Состоит в браке, имеет двоих детей. Беспартийная.

## Награды
- Медаль «Вачаган Барепашт» (30 августа 2011)[1],
- Медаль «Мхитар Гош» (25 августа 2016)[1].